# Low Roar
 Low Roar je islandska post-rock/elektronika glasbena skupina ameriškega izseljenca Ryana Karazije.

## Zgodovina
Po vodenju kalifornijske indie rock skupine Audrye Sessions od leta 2002 do 2010 se je Ryan Karazija preselil v Reykjavík na Islandijo in začel novo skupino Low Roar. Leta 2011 je izdal album z enakim imenom.   Drugi album, 0, je leta 2014 izdala založba Tonequake Records, temu pa je sredi leta 2017 sledil album Once in Long, Long While ... Zadnji album skupine Low Roar, Ross, je izšel novembra 2019.
Glasba skupine močno nastopa v videoigri Death Stranding, ki je izšla leta 2019, po sodelovanju z oblikovalcem video iger Hideom Kojimo. Kojima je glasbo Low Roarja opisal kot "čutno" in "edinstveno".  